# فرانک ریبری
فرانک آنری پیر ریبری (فرانسوی: Franck Henry Pierre Ribéry‎؛ زادهٔ ۷ آوریل ۱۹۸۳) بازیکن سابق فوتبال اهل فرانسه است که در پست وینگر بازی میکرد و شماره 7 را بر تن میکرد و در سال ۲۰۲۲ از فوتبال اعلام بازنشستگی کرد.

## اوایل زندگی
ریبری در شهر بولون-سور-مر در ۷ آوریل ۱۹۸۳ زاده شد. او به همراه خانواده‌اش در محله‌ای فقیر نشین در حومه شهر زندگی می‌کرد. هنگامی که دو سال داشت، همراه با خانواده‌اش دچار یک تصادف با کامیون شدند. ریبری دچار جراحت شدیدی شد که سبب شد بیش از صد بخیه بخورد و دو زخم برایش به یادگار ماند، یک زخمی طولانی در سمت راست صورتش و زخمی دیگر در میان ابروهایش. او پیش از پیوستن به استاد برستوا در سال ۲۰۰۳، به همراه پدرش به عنوان کارگر ساختمان کار می‌کرد؛ ریبری از آن به عنوان «تجربه یادگیری» یاد می‌کند.

## دوران باشگاهی
در شش سالگی برای تیم محلی به میدان رفت اما در سال ۱۹۹۶ به رده‌های سنی تیم لیل در دسته دوم پیوست. بعدها فاش کرد که پس از شکستن آرنجش در تیم باشگاه فوتبال لیل مربیان می‌خواستند او را به علت اینکه ریز اندام است کنار بگذارند. او لیل را ترک کرد و به تیم یو اس بولوژونه پیوست و در سطح چهارم فوتبال فرانسه در دو سال حضورش در تیم اصلی ۲۹ بازی انجام داد و ۵ گل به ثمر رساند. بعد از آن به المپیک آلس رفت و ۱۸ بازی برای این تیم انجام داد و تنها یک گل زد، سپس به تیم دسته سومی استاد برست پیوست و ۳۵ بازی انجام داد و ۹ گل به ثمر رساند و باعث شد تیمش به لیگ ۲ فرانسه صعود کند. وی در سال ۲۰۰۴ نیم فصل برای مس به میدان رفت و در مقابل تلوز تک گلش تیمش را به ثمر رساند. بالاخره در ژانویه ۲۰۰۵ استعدادیابان گالاتاسرای ترکیه وی را شکار کردند و در این تیم ۱۴ بازی انجام داد و از هوادران لقب فراری ریبری را گرفت که این لقب به علت سرعت بالا و تسلط فوق‌العاده در کنترل توپ بود. در واقع سوپر لیگ ترکیه سکوی پرتاب وی شد. در تابستان ۲۰۰۵ راهی مارسی شد و بازی‌های درخشانی را زیر نظر مربی سابقش در مس انجام داد. ریبری به جام جهانی ۲۰۰۶ دعوت شد و درخشان ظاهر شد، فرانک دیگر فرانکی محبوب شده بود. در آن سال تیم‌هایی مانند رئال مادرید و آرسنال و لیون خواهان جذب او بودند حتی رئال مادرید ۳۰ میلیون یورو به وی پیشنهاد داده بود ولی ریبری در مارسی باقی ماند. او در مارسی ۹۰ بازی انجام داد و ۱۸ گل به ثمر رساند. در فصل بعد با قیمت عجیب ۲۵ میلیون یورو راهی بایرن مونیخ شد و قراردادی ۴ ساله امضا کرد. در بایرن هم مانند مارسی در بدو راه، شماره ۷ را بر تن کرد.

در مدت حضور ۱۰ ساله در بایرن مونیخ به همراه آرین روبن یکی از بهترین زوجهای فوتبالی را تشکیل دادند که حرکات و گلهای زیبایی آنها برای همیشه در ذهن فوتبال دوستان نقش بسته است. 

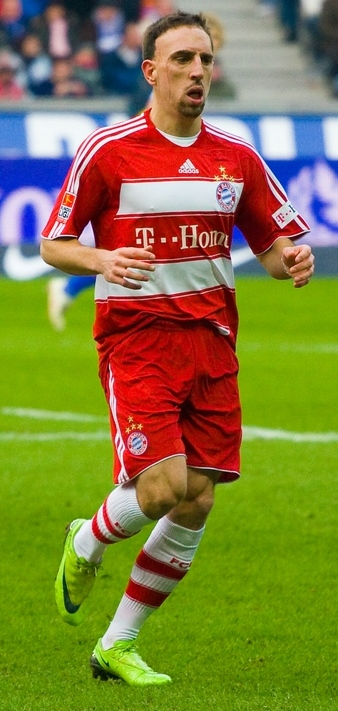
ریبری با بایرن مونیخ در سال ۲۰۰۹

ریبری در سال ۲۰۱۳ سال درخشانی را در بایرن مونیخ تجربه کرد و قهرمانی در بوندس لیگا و لیگ قهرمانان اروپا را به دست آورد. ریبری در سال ۲۰۱۳ به همراه لیونل مسی و کریستیانو رونالدو یکی از سه نامزد نهایی توپ طلا بهترین بازیکن جهان بود. ریبری در همین سال یعنی سال ۲۰۱۳ برنده جایزه بهترین بازیکن سال اروپا شد و در جام باشگاه‌های جهان نیز به عنوان بهترین بازیکن انتخاب شد ولی در مراسم گالا پس از مسی و رونالدو سوم شد. او همچنین سه مرتبه در سال‌های ۲۰۰۷ و ۲۰۰۸ و ۲۰۱۳ بازیکن سال فوتبال فرانسه شد.
در سال ۲۰۱۷ پس از شروع بد بایرن مونیخ در بازی‌های پیش فصل و آغاز فصل، ریبری و چند تن از بازیکنان دیگر بایرن نسبت به سرمربی وقت بایرن، آنجلوتی ایتالیایی ابراز نارضایتی کردند که نهایتاً بعد از باخت سنگین به پاری سن ژرمن منجر به اخراج این مربی شدند.

## زندگی شخصی

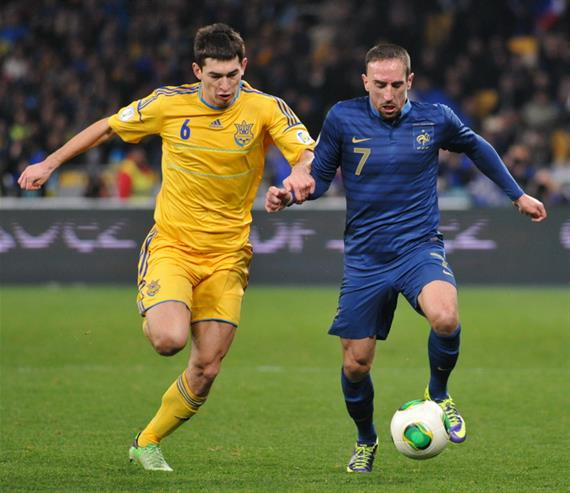
استپاننکو اوکراینی و فرانک ریبری در رده ملی

ریبری مسلمان است. او سه دختر به نام‌های حزیة و وشاهینیز و کلثوم شریفه و دو پسر به نام سیف الاسلام و محمد دارد. زن او، وهیبة، فرانسوی است ولی اصلیت الجزایری دارد. او پس از گرویدن به اسلام نام بلال یوسف محمد را اختیار کرده است.

## آمار

### ملی
تا ۱۵ اکتبر ۲۰۱۳. 
| تیم ملی | فصل     | بازی | گل | پاس گل |
| ------- | ------- | ---- | -- | ------ |
| فرانسه  | ۰۶–۲۰۰۵ | ۱۰   | ۱  | ۴      |
| فرانسه  | ۰۷–۲۰۰۶ | ۸    | ۱  | ۳      |
| فرانسه  | ۰۸–۲۰۰۷ | ۱۲   | ۲  | ۲      |
| فرانسه  | ۰۹–۲۰۰۸ | ۸    | ۳  | ۱      |
| فرانسه  | ۱۰–۲۰۰۹ | ۱۰   | ۰  | ۱      |
| فرانسه  | ۱۱–۲۰۱۰ | ۴    | ۰  | ۰      |
| فرانسه  | ۱۲–۲۰۱۲ | ۱۲   | ۳  | ۲      |
| فرانسه  | ۱۳–۲۰۱۲ | ۹    | ۲  | ۲      |
| فرانسه  | ۱۴–۲۰۱۳ | ۸    | ۵  | ۵      |
| مجموع   | مجموع   | ۸۰   | ۱۶ | ۲۰     |

#### گل‌های ملی
| #  | تاریخ           | ورزشگاه                                           | حریف     | گل    | نتیجه | رقابت                               |
| -- | --------------- | ------------------------------------------------- | -------- | ----- | ----- | ----------------------------------- |
| ۱  | ۲۷ ژوئن ۲۰۰۶    | ورزشگاه آ و دی-آرنا، هانوفر، آلمان                | اسپانیا  | ۱ – ۱ | ۱ – ۳ | جام جهانی فوتبال ۲۰۰۶               |
| ۲  | ۲ ژوئن ۲۰۰۷     | ورزشگاه استاد دو فرانس، سن دنی، سن سن دنی، فرانسه | اوکراین  | ۱ – ۰ | ۲ – ۰ | مرحله مقدماتی جام ملت‌های اروپا ۲۰۰۸ |
| ۳  | ۲۶ مارس ۲۰۰۸    | ورزشگاه استاد دو فرانس، سن دنی، سن سن دنی، فرانسه | انگلستان | ۱ – ۰ | ۱ – ۰ | بازی دوستانه                        |
| ۴  | ۳ ژوئن ۲۰۰۸     | ورزشگاه استاد دو فرانس، سن دنی، سن سن دنی، فرانسه | کلمبیا   | ۱ – ۰ | ۱ – ۰ | دوستانه                             |
| ۵  | ۱۱ اکتبر ۲۰۰۸   | ورزشگاه فارول، کونستانسا، رومانی                  | رومانی   | ۲ – ۱ | ۲ – ۲ | مرحله مقدماتی جام جهانی فوتبال ۲۰۱۰ |
| ۶  | ۲۸ مارس ۲۰۰۹    | ورزشگاه داریوس جیرناس، کاوناس، لیتوانی            | لیتوانی  | ۰ – ۱ | ۰ – ۱ | مرحله مقدماتی جام جهانی فوتبال ۲۰۱۰ |
| ۷  | ۱ آوریل ۲۰۰۹    | ورزشگاه استاد دو فرانس، سن دنی، سن سن دنی، فرانسه | لیتوانی  | ۱ – ۰ | ۱ – ۰ | مرحله مقدماتی جام جهانی فوتبال ۲۰۱۰ |
| ۸  | ۲۷ مه ۲۰۱۲      | استید دو هاینوت، والنسین، فرانسه                  | ایسلند   | ۲ – ۲ | ۳ – ۲ | دوستانه                             |
| ۹  | ۳۱ مه ۲۰۱۲      | استید اوت دالون، رنس، فرانسه                      | صربستان  | ۱ – ۰ | ۲ – ۰ | دوستانه                             |
| ۱۰ | ۵ ژوئن ۲۰۱۲     | مم آرنا، لو مان، فرانسه                           | استونی   | ۱ – ۰ | ۴ – ۰ | دوستانه                             |
| ۱۱ | ۱۱ سپتامبر ۲۰۱۲ | ورزشگاه استاد دو فرانس، سن دنی، سن سن دنی، فرانسه | بلاروس   | ۳ – ۱ | ۳ – ۱ | مرحله مقدماتی جام جهانی فوتبال ۲۰۱۴ |
| ۱۲ | ۲۲ مارس ۲۰۱۳    | ورزشگاه استاد دو فرانس، سن دنی، سن سن دنی، فرانسه | گرجستان  | ۳ – ۰ | ۳ – ۱ | مرحله مقدماتی جام جهانی فوتبال ۲۰۱۴ |
| ۱۳ | ۱۰ سپتامبر ۲۰۱۳ | ورزشگاه سنترال، گومل، بلاروس                      | بلاروس   | ۱ – ۱ | ۲ – ۴ | مرحله مقدماتی جام جهانی فوتبال ۲۰۱۴ |
| ۱۴ | ۱۰ سپتامبر ۲۰۱۳ | ورزشگاه سنترال، بلاروس                            | بلاروس   | ۲ – ۲ | ۲ – ۴ | مرحله مقدماتی جام جهانی فوتبال ۲۰۱۴ |
| ۱۵ | ۱۱ اکتبر ۲۰۱۳   | ورزشگاه پارک ده پرنس، پاریس، فرانسه               | استرالیا | ۱ – ۰ | ۶ – ۰ | دوستانه                             |
| ۱۶ | ۱۵ اکتبر ۲۰۱۳   | ورزشگاه استاد دو فرانس، سن دنی، سن سن دنی         | فنلاند   | ۱ – ۰ | ۳ – ۰ | مرحله مقدماتی جام جهانی فوتبال ۲۰۱۴ |

## افتخارات

### باشگاهی
گالاتاسارای
- جام حذفی فوتبال ترکیه: ۲۰۰۵

مارسی
- جام اینترتوتو: ۲۰۰۵

بایرن مونیخ
- بوندس‌لیگا: ۰۸–۲۰۰۷، ۱۰–۲۰۰۹، ۱۳–۲۰۱۲، ۱۴–۲۰۱۳، ۱۵–۲۰۱۴، ۱۶–۲۰۱۵، ۱۷–۲۰۱۶، ۱۸–۲۰۱۷
- جام حذفی فوتبال آلمان: ۰۸–۲۰۰۷، ۱۰–۲۰۰۹، ۱۳–۲۰۱۲، ۱۴–۲۰۱۳، ۱۵–۲۰۱۴
- لیگا پوکال: ۲۰۰۷
- سوپر جام فوتبال آلمان: ۲۰۱۰، ۲۰۱۲، ۲۰۱۶، ۲۰۱۷
- لیگ قهرمانان اروپا: ۱۳–۲۰۱۲
- سوپرجام اروپا: ۲۰۱۳
- جام باشگاه‌های فوتبال جهان: ۲۰۱۳

### ملی
فرانسه
- جام جهانی فوتبال نایب قهرمان: ۲۰۰۶

### فردی
- بازیکن ماه: اوت ۲۰۰۴، اکتبر ۲۰۰۵، نوامبر ۲۰۰۵، آوریل ۲۰۰۶
- بازیکن جوان سال لیگ ۱: ۲۰۰۶
- گل سال لیگ ۱: ۲۰۰۶
- جزو تیم سال لیگ ۱: ۲۰۰۶
- جایزه اونزه: ۲۰۰۶، ۲۰۰۸[۱۰]
- فرانس فوتبال: ۲۰۰۷، ۲۰۰۸، ۲۰۱۳
- بازیکن سال فوتبال آلمان: ۲۰۰۸
- جزو تیم سال اروپا اسپورت مدیا: ۲۰۰۷–۰۸, ۲۰۱۲–۱۳
- جزو تیم سال یوفا: ۲۰۰۸, ۲۰۱۳
- جایزه بهترین بازیکن سال اروپا: ۲۰۱۲–۱۳
- بهترین بازیکن سوپر جام اروپا ۲۰۱۳: ۲۰۱۳
- تیم فصل بوندس‌لیگا از نگاه مجله کیکر: ۲۰۰۷–۰۸, ۲۰۰۸–۰۹, بوندس‌لیگا ۲۰۱۲–۲۰۱۱, ۲۰۱۲–۱۳, ۲۰۱۳–۱۴
- آقای پاس گل: بوندس‌لیگا ۲۰۱۲–۲۰۱۱, ۲۰۱۲–۲۰۱۳
- بازیکن سال بوندس‌لیگا: ۱۳–۲۰۱۲
- بهترین بازیکن مجله کیکر: ۲۰۱۳[۱۱]
- جایزه گلوب ساکر: ۲۰۱۳[۱۲]
- توپ طلا جام باشگاه‌های فوتبال جهان: ۲۰۱۳[۱۳]
- باارزش‌ترین بازیکن جام باشگاه‌های فوتبال جهان: ۲۰۱۳
- جزو تیم انجمن فیفا پرو: ۲۰۱۳[۱۴]
- توپ طلا فیفا: ۳ام ۲۰۱۳[۱۵]